# Be Here Now (George Harrison)
Be Here Now è un brano musicale del cantautore britannico George Harrison incluso nel suo album Living in the Material World del 1973.
La registrazione è caratterizzata da uno scarno arrangiamento e ricorda, a tratti, i brani in stile musica classica indiana composti da Harrison nei Beatles nel periodo 1966-68. Parte dell'ispirazione per la composizione del pezzo giunse a Harrison dalla lettura del libro del 1971 Be Here Now del maestro spirituale Ram Dass – che racconta la storia della trasformazione dell'autore da accademico occidentale a guru indù. Alcuni biografi di Harrison hanno interpretato la canzone come un riflesso dell'autore sull'importanza di vivere il momento presente lasciando da parte il passato, con chiaro riferimento al suo passato di membro dei Beatles.
Harrison scrisse la canzone a Los Angeles nel 1971, mentre stava lavorando alla colonna sonora del documentario Raga su Ravi Shankar, e poco tempo prima di organizzare il The Concert for Bangladesh. La registrazione del brano in studio avvenne solo alla fine del 1972 a Friar Park, con il contributo musicale di Klaus Voormann, Nicky Hopkins, Gary Wright e Jim Keltner. Contrariamente al messaggio della canzone, la pubblicazione del pezzo ebbe luogo in concomitanza con la notizia di una possibile "reunion" dei Beatles, dopo che Harrison, Ringo Starr e John Lennon avevano registrato insieme a Los Angeles nel marzo 1973.
Il titolo Be Here Now venne utilizzato dal gruppo musicale britannico Oasis per il loro terzo album, pubblicato nel 1997. Harrison non rimase impressionato dall'apparente omaggio, e fu schietto nelle sue critiche alla band in seguito alla pubblicazione del "loro" Be Here Now.

## Il brano

### Origine

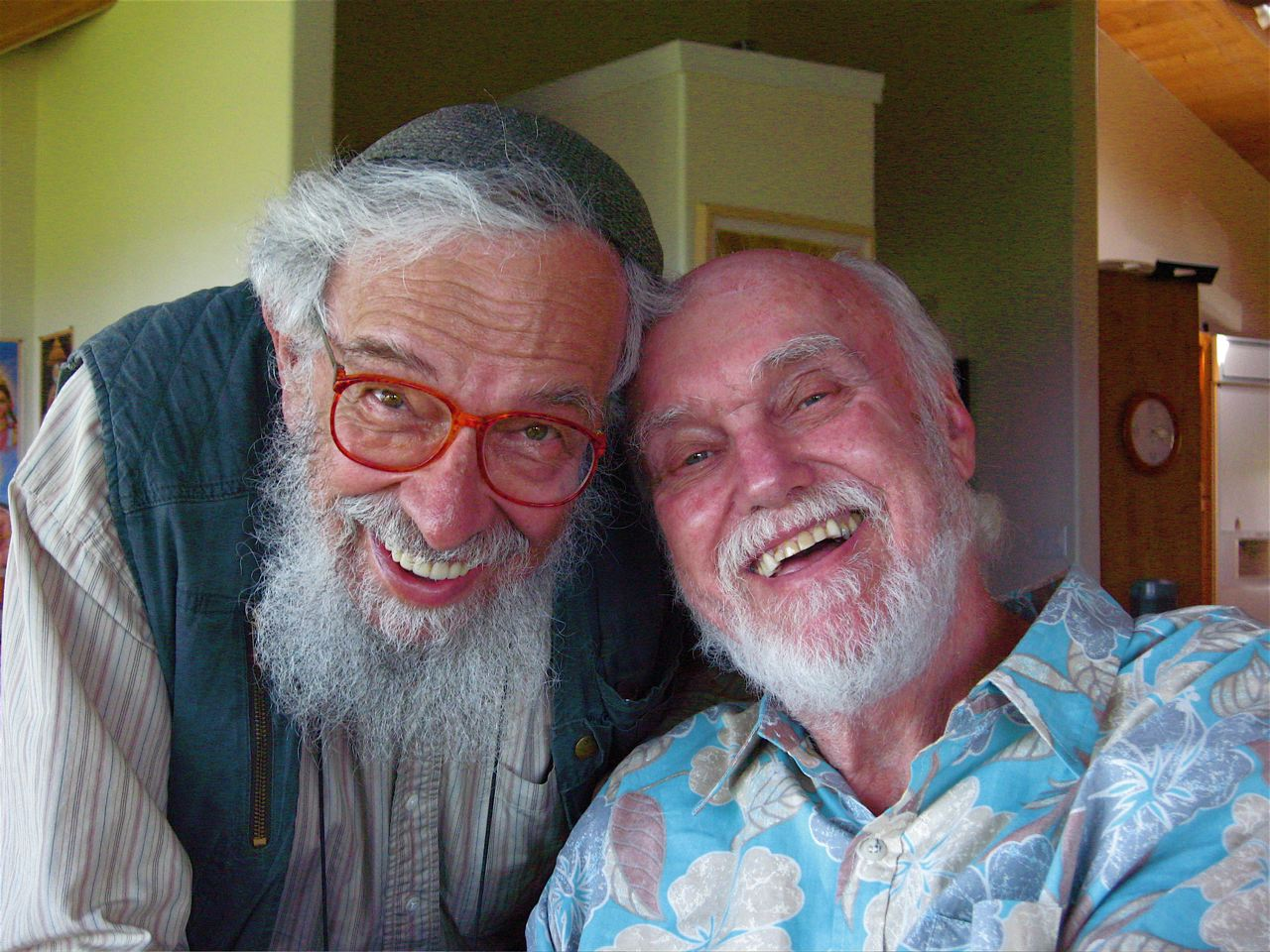
Ram Dass (a destra, fotografato insieme a Zalman Schachter-Shalomi), la cui storia autobiografica The Transformation ispirò Harrison per la composizione della canzone

Nella sua autobiografia del 1980, I, Me, Mine, George Harrison scrisse di ricordare che iniziò la stesura di Be Here Now mentre si trovava a Nichols Canyon, Los Angeles, nella primavera del 1971. All'epoca, Harrison era a Los Angeles per produrre l'album della colonna sonora del documentario Raga, una produzione della Apple Films sul musicista indiano Ravi Shankar. «Ero nel dormiveglia. Avevo la chitarra vicino al letto e la melodia uscì veloce». L'atmosfera del pezzo e la sua melodia sono molto riflessive, meditative e sognanti.

### Testo e significati
Harrison trasse ispirazione per il testo della canzone dal racconto The Transformation: Dr. Richard Alpert, PhD. into Baba Ram Dass. Una storia comica, The Transformation era la prima delle quattro sezioni del libro Be Here Now di Ram Dass, un popolare testo introduttivo alla spiritualità indù. Come "Richard Alpert", Dass era stato un docente dell'Università di Harvard e collega di Timothy Leary durante i primi anni sessanta, prima di abbracciare la fede induista – come Harrison nel 1966, attraverso la sperimentazione delle droghe psichedeliche – e aveva cambiato il proprio nome. Prima ancora della pubblicazione del libro nel 1971, secondo il musicologo Ian MacDonald, la frase "Be here now" ("Essere qui adesso") era diventata una "massima hippy", che rifletteva un concetto fondamentale della filosofia indù per quanto riguarda l'importanza totale del momento presente. Per Harrison, il presente significava affermare la propria identità individuale nella percezione che il pubblico aveva di lui come uno dei Beatles, ruolo del quale era già stanco fin dal 1965-66, all'apice del successo della band.
L'autore Ian Inglis scrisse che esistevano dei parallelismi tra Be Here Now e una delle canzoni dei Beatles composta da Harrison nel 1968, Long, Long, Long, poiché entrambi i brani "hanno un soggetto comune: il tempo". In Be Here Now, Harrison diffonde un messaggio usando parole semplici, dichiarando che "il passato era", mentre "il presente è". Secondo il teologo Dale Allison, la canzone verte anche sul concetto induista del "Māyā" (la natura illusoria dell'esistenza), dove il mondo fisico e materiale è solo illusorio mentre l'unica verità risiede nel realizzare la natura divina della propria anima.
(Be Here Now, George Harrison)
Allison riassume il messaggio letterale di Be Here Now scrivendo: "Questa canzone deve essere intesa come un'approvazione [del libro di Dass] da parte di Harrison", ma nondimeno è "del tutto atipica per George". Allison cita molte composizioni della carriera di Harrison, tutte concernenti i concetti di karma e reincarnazione, come evidenza del fatto che egli "incoraggia noi tutti a riflettere sulla nostra inevitabile fine e quindi immaginare il futuro", piuttosto che focalizzarsi esclusivamente sul momento presente.

### Registrazione
Harrison incise Be Here Now per il suo secondo album solista dopo la fine dei Beatles, Living in the Material World, le sessioni per il quale iniziarono nell'ottobre del 1972. Con Phil McDonald come ingegnere del suono, le sedute si svolsero presso l'Apple Studio a Londra, secondo quanto riportato ufficialmente nelle note di copertina. Il bassista Klaus Voormann, tuttavia, ha dichiarato che fu invece lo studio casalingo di Harrison a Friar Park la vera location delle sessioni, affermazione supportata da Jim Keltner, il batterista delle sessioni.
Oltre George Harrison, i musicisti che suonarono nel pezzo furono: Gary Wright (organo), Nicky Hopkins (piano) e la sezione ritmica composta da Voormann e Keltner. In cerca di una buona sonorità particolare, Voormann registrò la sua parte, al contrabbasso, in uno dei bagni di Friar Park; egli ricordò che una volta fu interrotto da Mal Evans (storico assistente dei Beatles) che, dovendo andare al bagno, tirò lo sciacquone del water.
Tra le altre tracce incise per l'album, anche The Light That Has Lighted the World e Who Can See It riflettono in maniera simile il desiderio da parte di Harrison di rifuggire il suo passato da Beatle. Nel marzo 1973, al termine delle sessioni per Material World, Harrison registrò I'm the Greatest a Los Angeles insieme ai suoi ex-compagni di gruppo Ringo Starr e John Lennon, per l'inclusione del brano nell'album di Starr intitolato Ringo.
La sessione fece nascere immediatamente delle voci su una possibile reunion dei Beatles, in parte incoraggiate dal fatto che i tre musicisti avevano appena rotto i rapporti con il loro manager Allen Klein. Infatti, la nomina di Klein come manager dei Beatles nel 1969 era stata tradizionalmente il punto di rottura dei rapporti di Lennon, Harrison e Starr con Paul McCartney.

## Pubblicazione ed accoglienza
La Apple Records pubblicò Living in the Material World il 30 maggio 1973, con Be Here Now inclusa come seconda traccia della seconda facciata del disco in vinile. Fu la prima di quattro ballate consecutive presenti sul secondo lato dell'LP. Harrison donò la sua quota di diritti d'autore del brano alla Material World Charitable Foundation, da lui fondata per evadere i problemi fiscali inerenti ai fondi raccolti per i profughi della guerra in Bangladesh. L'album fu un successo commerciale, continuando la striscia positiva della carriera solista di Harrison iniziata con All Things Must Pass e proseguita con The Concert for Bangladesh.
Alcuni recensori contemporanei di Material World, criticarono l'abbondanza di ballate religiose nel disco, e il successo dell'album iniziò a scemare velocemente.
Living in the Material World fu ristampato in versione rimasterizzata nel 2006, cinque anni dopo la morte di Harrison a causa di un cancro all'età di 58 anni. Tra le recensioni dell'epoca, il giornalista di Music Box John Metzger scrisse che l'immediata fragilità di Be Here Now contribuisce alla "bellezza zen che emana dagli inni di Harrison a un potere superiore" presenti nell'album, mentre due anni prima, nella The Rolling Stone Album Guide, Mac Randall descrisse la traccia come "uno dei pezzi più belli di Harrison". Nella sua recensione dell'album per la rivista Mojo nel 2006, Mat Snow la descrisse una "canzone meravigliosa" che "fonde due dei capolavori del George dei Beatles, Blue Jay Way e Long, Long, Long, creando un effetto trascendentale". Meno impressionato, Zeth Lundy di PopMatters biasimò la produzione scarna di Living in the Material World dopo la potenza di All Things Must Pass, che rende Be Here Now "un po' troppo lenta e drammaticamente anemica".
La canzone continuò a ricevere attenzioni dopo l'uscita nel 2014 del cofanetto The Apple Years 1968-75. Sulla rivista Mojo, Tom Doyle scrisse a proposito di Living in the Material World: "rappresenta [l'illuminazione], la spiritualità e il tratto sognante" nel cantautorato di Harrison, attraverso "la dolce, e non-predicatoria" The Light That Has Lighted the World e Be Here Now, entrambe grandi opere della meraviglia di guardarsi intorno". In una recensione per Blogcritics, Chaz Lipp definì la produzione dell'album "meticolosa" e superiore a quella di All Things Must Pass, soprattutto nelle "delicate melodie di tracce come The Day the World Gets 'Round e Be Here Now che non si disperdono mai." Scrivendo per PopMatters, Scot Elingburg paragonò Be Here Now a Don't Let Me Wait Too Long e Living in the Material World, tracce che offrono "più dei semplici insegnamenti indù di Harrison; offrono anche la possibilità di un dialogo più ampio all'interno della musica."
Nick DeRiso, co-fondatore del sito web musicale Something Else!, incluse Be Here Now tra i vertici della carriera solista di George Harrison, e descrisse il brano come un "momento di avvolgente meraviglia". Il critico musicale del New Zealand Herald Graham Reid inserì anch'esso Be Here Now tra i lavori migliori di Harrison, trovando la canzone "emotivamente rivelatrice tanto quanto qualsiasi altra cosa prodotta da Lennon".
In un'altra recensione retrospettiva del 2014, Paul Trynka scrisse su Classic Rock a proposito di Living in the Material World: "In tutti questi anni, è il suo album più apertamente spirituale che più risplende ancora oggi ... Le canzoni più conosciute, come Sue Me, Sue You Blues, resistono bene, ma sono le tracce più sobrie – Don't Let Me Wait Too Long, Who Can See It – che colpiscono di più: meravigliose canzoni pop, tanto più forti per la loro stessa misura." Trynka prosegue descrivendo Be Here Now un "capolavoro e il vertice del disco".

## Formazione
- George Harrison – voce, chitarra acustica, sitar,[67] cori
- Nicky Hopkins – pianoforte
- Gary Wright – organo
- Klaus Voormann – contrabbasso
- Jim Keltner – batteria

## Cover
- I The 5th Dimension reinterpretarono Be Here Now come parte del medley di apertura del loro album del 1975 Earthbound, prodotto ed arrangiato da Jimmy Webb.[68]
- Robyn Hitchcock registrò la traccia, insieme a cover di brani di Johnny Cash, Bob Dylan, David Bowie ed altri, per un album disponibile unicamente in download digitale nel dicembre 2010.[69]